# 张卜街道
张卜街道，是中华人民共和国陕西省西安市高陵区下辖的一个街道办事处。
2017年，陕西省民政厅批复同意撤销张卜镇建制，设立张卜街道办事处，街道办事处驻张卜村。

## 行政区划
张卜街道下辖以下地区：
张卜村、贾蔡村、南郭村、韩家村、张家村、塬垢村、东关村、新建村、张桥村、庙西村、杏王村、曹家村和崖王村。